# José Nicolás de Azara
José Nicolás de Azara y Perera, I marqués de Nibbiano (Barbuñales, España, 5 de diciembre de 1730-París, 26 de enero de 1804), fue un político, diplomático y mecenas español de larga trayectoria. Era hermano de Eustaquio de Azara, obispo de Barcelona, y del naturalista Félix de Azara.

## Vida y obra política
José Nicolás nació en Barbuñales, localidad de la provincia de Huesca donde todavía subsiste la casa familiar de los Azara. Era hijo de Alejandro Azara y Loscertales, quien fue señor de Lizana, y de María Perera. Pertenecía a una familia de la infanzonía aragonesa de la que han destacado personajes de importancia, como sus hermanos Félix de Azara (naturalista), Eustaquio de Azara (obispo de Ibiza y Barcelona) o su sobrino Eusebio Bardají Azara (abogado y diplomático).
Azara estudió Derecho y Literatura en Huesca y Salamanca, estudio que terminó con un doctorado. Como funcionario del Ministerio de Asuntos Exteriores bajo Carlos III, fue enviado en 1765 a Roma. Estará en la embajada Romana durante 33 años, primero como Agente General de Preces a Roma y de 1785 a 1798 como embajador de Su Majestad Católica ante la Corte romana.
Azara estuvo especialmente involucrado, junto a su jefe y amigo el ministro plenipotenciario en Roma Manuel de Roda, en la supresión de la Compañía de Jesús por el papa Clemente XIV el 6 de agosto de 1773. Tras la muerte de Clemente, ayudó en la elección del papa Pío VI. Pío VI tendrá que lidiar en su pontificado con la disminución de la influencia política de la Iglesia. Azara medió con éxito en la disputa entre la Santa Sede y José II de Austria, que quería introducir en Austria una Iglesia estatal. En Roma, Azara trabó amistad con diversas personalidades de la Corte pontificia, como el célebre cardenal, anticuario y poeta francés François-Joachim de Pierre de Bernis, de quien fue editor y albacea y al cual asistió en la recepción y sostenimiento de las exiliadas Mesdames de Francia. Otra célebre amistad de Azara fue la princesa de Santa Cruz, Giuliana Falconieri, con la cual se rumorea tuvo un idilio, atribuyéndosele la paternidad de la menor de las hijas de la princesa, Anna Santacroce. 
También tuvo Azara un papel importante en la negociación de la Paz de Basilea del 22 de julio de 1795 entre España y Francia. Cuando los franceses ocuparon Roma por segunda vez en 1798, se retiró a Florencia, al lugar al que Pío había sido desterrado. Tras la deportación del papa y su muerte en Valence en 1799, actuó a encargo del papa y en su nombre, hasta que en 1800 el Cónclave eligió a su sucesor Pío VII.
Desde marzo de 1798, fue nombrado embajador de España en París. Siguió una política de amistad con los franceses y firmó el 27 de marzo de 1802 la Paz de Amiens en nombre de Carlos IV. También llevó las negociaciones del Tercer Tratado de San Ildefonso entre España y Francia, firmado el 1 de octubre de 1800, por el que España devolvía a Francia los territorios de la Luisiana.
En noviembre de 1803 Azara fue depuesto como embajador. Murió pocas semanas después de agotamiento y con el amargo conocimiento del sufrimiento que Francia iba a causar en España.

## Mecenas de las Artes y las Letras

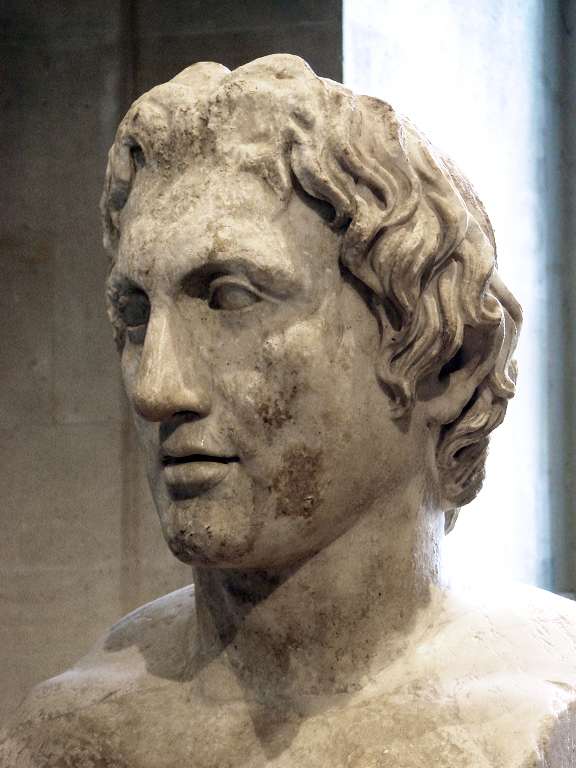
Escultura de Alejandro Magno conocida como Herma de Azara. Considerada la obra más valiosa de su colección, la donó a Napoleón Bonaparte, que posteriormente la entregó al Museo del Louvre, donde actualmente se conserva.

José Nicolás de Azara no sólo era un diplomático importante, sino que también era un coleccionista de arte y un mecenas. El hispanista Jean Sarrailh lo califica como un diplomático muy hábil y «uno de los hombres más inteligentes, cultos e ingeniosos» del siglo XVIII; su correspondencia con Manuel de Roda ha sido publicada. En Italia se hizo con una amplia colección arqueológica (en parte obtenida gracias a las excavaciones que organizó y el resto comprada) compuesta mayoritariamente por copias romanas de retratos escultóricos griegos, los cuales regaló al final de sus días a Carlos IV y actualmente se encuentran repartidos entre la Casita del Labrador, en Aranjuez, y El Prado, en Madrid. Sin embargo, la mejor obra que poseía, una escultura de Alejandro Magno conocida como Herma de Azara, se la donó a Napoleón Bonaparte y se conserva en el Museo del Louvre. También ayudó al científico irlandés William Bowles (1720 - 1784), desconocido hasta entonces, con una traducción al español de su obra An Introduction to the Natural History and Physical geography of Spain, lo que permitió su publicación.
Apoyó sobre todo al pintor y escritor Anton Raphael Mengs, con el que tenía amistad, en la edición y venta de sus obras. Así, Azara escribe que Mengs, tras su vuelta de Roma, presentó algunos retratos a Augusto III de Polonia como muestra: «ya que este aun dudaba de que un pintor tan joven pudiese presentar una obra tan lograda, Su Majestad le ordenó que pintara en presencia de la pintora italiana Rosalba Carriera al marido de esta. Mengs realizó la pintura y satisfizo tanto al rey que este se dejó retratar» (citado según Prange). Como prueba de amistad, subsiste un retrato de Azara pintado por Mengs, que alcanzó masiva difusión gracias a un grabado de Domenico Cunego (1781). En 2012, el cuadro original de Mengs fue adquirido por el Museo del Prado, lo cual motivó una exposición sobre ambos amigos entre julio y octubre de 2013.
Gran entendido en el arte y la técnica de la imprenta frecuentaba el taller de Giambattista Bodoni, mediando para que el primer juego completo de matrices de Bodoni fuera de Parma llegara a la Imprenta Real de Madrid.
En el año 1765 Azara hizo una importante edición de las Obras de Garcilaso de la Vega: ilustradas con notas.
Hipólito Ruiz López y José Antonio Pavón y Jiménez asignaron su apellido al género azara de la familia de las salicaceae descrito en su obra Flora peruviana et chilensis, fruto de su expedición botánica al entonces virreinato del Perú.